# Ichneumon erytrostoma
Ichneumon erytrostoma là một loài tò vò trong họ Ichneumonidae.